# Aya Cash
Aya Rachel Cash (San Francisco, 13 luglio 1982) è un'attrice statunitense.
Cash viene ricordata per aver interpretato Gretchen Cutler di You're the Worst, e Stormfront in The Boys.
A Cash sono stati conferiti alcuni riconoscimenti, fra cui una Critics' Choice Television Award per la migliore attrice in una serie commedia e il TCA Award al miglior risultato individuale in una serie comica.

## Biografia

### Formazione
Cash studiò alla San Francisco School of the Arts e alla facoltà di belle arti dell'Università del Minnesota, ove ottenne la laurea in recitazione nel 2004.

### Carriera
Dopo essersi trasferita a New York e aver fatto un periodo di gavetta lavorando come cameriera, Cash divenne un'attrice professionista durante gli anni duemila. In quel periodo, lei recitò in Law & Order - I due volti della giustizia, Brotherhood - Legami di sangue, e Spellbound, e le vennero assegnati dei ruoli secondari nei film Off Jackson Avenue (2008), Sex List - Omicidio a tre (2008), e Winter of Frozen Dreams (2009).
Cash prese parte a tutti gli episodi dell'unica stagione di Traffic Lights, andata in onda su Fox. Dal 2014 al 2019, l'attrice impersonò Gretchen Cutler di You're the Worst. La sua interpretazione venne molto apprezzata dagli specialisti: secondo The A.V. Club, la performance da lei fatta durante la seconda stagione sarebbe "la migliore del 2015".
Cash appare anche in The Wolf of Wall Street nei panni di Janet, la segretaria del protagonista Jordan Belfort.
Nel 2019, Cash venne scelta per impersonare Stormfront nella seconda stagione della serie commedia nera e drammatica sui supereroi The Boys. La seconda parte della serie venne trasmessa a partire dal mese di settembre del 2020.
Oltre ad aver lavorato nel cinema televisivo, Cash è anche un'attrice teatrale. Ha infatti partecipato a delle opere rappresentate nei teatri off-Broadway, e nel 2014 ha preso parte alla prima mondiale di Trudy And Max In Love di Zoe Kazan.
Cash è anche una celebrità che fa da ambasciatrice di INARA, un'organizzazione non governativa che aiuta i bambini profughi siriani scampati dalla guerra e offre loro cure mediche.

## Vita privata
Cash è figlia della poetessa e scrittrice Kim Addonizio, una cattolica di origine italiana, e di Eugene Cash, un maestro buddista discendente da una famiglia ebrea. Aya Cash sostiene che il suo cognome avrebbe origini ebraiche, e proverrebbe da una parola che "è qualcosa tipo un 'Ch-irsch' (cit.)". Pur riconoscendo le sue radici ebree, Cash non pratica più l'ebraismo in seguito al suo Bar mitzvah.
Cash è inoltre nipote della campionessa di Wimbledon Pauline Betz e dello scrittore sportivo Bob Addie.
L'attrice è sposata con lo scrittore e produttore Josh Alexander, che conobbe quando faceva la cameriera per lui. Dopo essersi frequentati per sette anni, divennero coniugi nel 2012, e oggi vivono insieme a New York.

## Filmografia

### Cinema
- Off Jackson Avenue, regia di John-Luke Montias (2008)
- Sex List - Omicidio a tre (Deception), regia di Marcel Langenegger (2008)
- Winter of Frozen Dreams, regia di Eric Mandelbaum (2009)
- The Bits in Between (2009)
- Scusa, mi piace tuo padre (The Oranges), regia di Julian Farino (2011)
- Sleepwalk with Me, regia di Mike Birbiglia (2012)
- The Happy House regia di D. W. Young (2013)
- Tutto può cambiare (Begin Again), regia di John Carney (2013)
- The Wolf of Wall Street, regia di Martin Scorsese (2013)
- Loitering with Intent, regia di Adam Rapp (2014)
- 10 Crosby - corto (2016)
- All Exchanges Final - corto (2016)
- Village People (2017)
- Mary Goes Round, regia di Molly McGlynn (2017)
- Brand New Old Love (2018)
- Game Over, Man!, regia di Kyle Newacheck (2018)
- Zoe ci prova (Social Animals), regia di Theresa Bennett (2018)
- Scare Me, regia di Josh Ruben (2020)
- We Broke Up, regia di Jeff Rosenberg (2021)
- The Young Wife, regia di Tayarisha Poe (2023)

### Televisione
- Law & Order - I due volti della giustizia (Law & Order) - serie TV, 1 episodio (2006)
- Law & Order: Criminal Intent - serie TV, 1 episodio (2006)
- Brotherhood - Legami di sangue (Brotherhood) - serie TV, 1 episodio (2007)
- Spellbound - episodio pilota non andato in onda (2007)
- Law & Order - Unità vittime speciali (Law & Order: Special Victims Unit), serie TV, 1 episodio (2009)
- Mercy - serie TV, 1 episodio (2010)
- Strange Brew - episodio pilota non andato in onda (2010)
- Traffic Light - serie TV, 13 episodi (2011)
- Friday Night Dinner, episodio pilota non andato in onda (2012)
- A Gifted Man - serie TV, 1 episodio (2012)
- The Newsroom - serie TV, 3 episodi (2023)
- We Are Men - serie TV, 5 episodi (2013)
- You're the Worst - serie TV, 62 episodi (2014-2019)
- Modern Family - sitcom, 1 episodio (2015)
- The Good Wife - serie TV, 1 episodio (2015)
- Sirens - serie TV, 1 episodio (2015)
- The Walker - episodio pilota non andato in onda (2015)
- Easy - serie TV, 4 episodi (2016-2019)
- Fosse/Verdon - miniserie, (2019)
- Will & Grace - sitcom, 1 episodio (2019)
- The Boys - serie TV, 10 episodi (2020-2022)
- Welcome to Flatch - sitcom (2022-2023)
- The Girl from Plainville - miniserie (2022)
- The First Lady - serie TV, 2 episodi (2022)

### Doppiatrice
- American Dad! - episodio I non inclusi (2016)
- I Griffin (Family Guy) - episodio Villa Peterschmidt (2021)
- Robot Chicken - episodio May Cause Internal Diarrhea (2022)

## Doppiatrici italiane
Nelle versioni in italiano dei suoi film, Aya Cash è stato doppiata da:
- Ilaria Latini in The Wolf of Wall Street
- Joy Saltarelli in Game Over, Man!
- Bruna Mata in Modern Family
- Chiara Gioncardi in The Boys